# Bengaalse gier
De Bengaalse gier (Gyps bengalensis) is een gierensoort uit de familie Accipitridae waartoe ook de arenden, buizerds en haviken behoren. Lange tijd heeft men gedacht dat de Bengaalse gier nauw verwant was aan de witruggier, maar nu gaat men ervan uit dat de Bengaalse gier veel nauwer aan de Europese vale gier verwant is.

## Kenmerken
De Bengaalse gier is de kleinste van de gieren van het geslacht Gyps. Individuen van deze soort worden 75 tot 85 centimeter lang en niet zwaarder dan 4,75 kilogram. De Bengaalse gier is een typische gier met een kale kop, zeer brede vleugels en een korte staart. Jonge gieren zijn grotendeels donkerder dan adulten.

## Verspreiding, leefgebied en leefwijze
De Bengaalse gier broedt in India, Pakistan en Zuidoost-Azië. In 1985 werd deze soort nog beschouwd als de meest talrijke grote roofvogel van de wereld. De Bengaalse gier is een aaseter en zijn voeding bestaat grotendeels uit vleesresten van karkassen van dode dieren. De gier zoekt op grote hoogte naar zijn prooi, in de buurt van menselijke bewoning in de savanne. Hij leeft vaak in paren. Sommige vogels vormen echter ook kleine kolonies bij het broeden.
In Zuidoost-Azië stierf de vogel in het begin van de 20ste eeuw uit. Rond 2005 bleek dat in het noorden van Myanmar en Cambodja nog Bengaalse gieren voorkwamen.

## Status
De wereldpopulatie telde tot in de jaren 1980 enkele miljoenen vogels. In de jaren 1990 gingen de aantallen enorm achteruit, vooral door gebruik van het middel diclofenac door veehouders in India en Pakistan. Dit middel is giftig voor de gieren. De grootte van de wereldpopulatie werd in 2019 door BirdLife International geschat op 4.000 tot 6.000 volwassen individuen en de populatie-aantallen nemen verder af (een afname met een factor 1000 in 30 jaar komt neer op een afname van gemiddeld 20% per jaar). Om deze redenen staat deze soort als ernstig bedreigd (kritiek) op de Rode Lijst van de IUCN.